# Lockheed Martin RQ-170

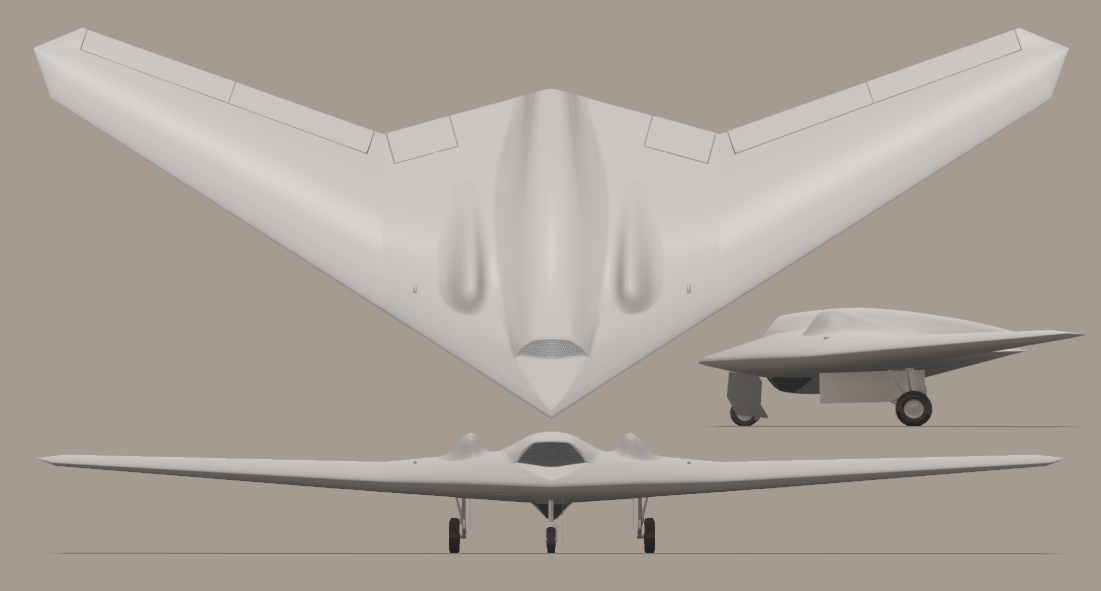
3-Seiten-Ansicht

Die Lockheed Martin RQ-170 Sentinel ist ein unbemanntes Luftfahrzeug der United States Air Force, die verschiedene Merkmale der Tarnkappentechnik aufweist und für Aufklärung eingesetzt wird. Nachdem ein erstes brauchbares Foto am 1. Dezember 2009 veröffentlicht worden war, bestätigte vier Tage später das Verteidigungsministerium der Vereinigten Staaten offiziell die Existenz der Maschine.

## Geschichte und Entwicklung
Die Entwicklung der RQ-170 begann 2004, als die DARPA den Auftrag zur Entwicklung einer Tarnkappendrohne erteilte und dafür eine Milliarde Dollar zur Verfügung stellte. Daraufhin begann die Lockheed Advanced Development Projects Unit, auch unter dem Namen „Skunk Works“ bekannt, mit der Entwicklung von drei Prototypen.
Die Drohne dient für Aufklärungseinsätze in niedrigen bis mittleren Flughöhen bei relativ hoher Luftraumüberwachung. Die Benennung als RQ-170 deutet darauf hin, dass die Sentinel unbewaffnet ist, da bewaffnete unbemannte Luftfahrzeuge der amerikanischen Streitkräfte bisher immer die Bezeichnung „MQ“ („M“ für Multimission) erhielten. Wahrscheinlich aus Gründen der Verschleierung liegt die Nummer „170“ außerhalb der bisher benutzten Sequenz, ähnlich dem bei der F-117 gewählten Verfahren, wo ebenfalls eine nicht in das damals aktuelle Bezeichnungsschema passende Nummer und Typenbezeichnung (F- statt A-) gewählt wurde.

## Technik
Die Drohne ist ein Nurflügler mit einer Spannweite von ca. 20 m. Als Antrieb dient ein Strahltriebwerk; der Lufteinlass liegt auf der Oberseite des Rumpfes. Sie verfügt über ein Dreipunktfahrwerk.
Die Steuerung der Drohne kann vermutlich auf verschiedene Weise erfolgen, neben manueller Steuerung per HF-Datenübertragung ist auch ein vollautomatischer Modus möglich, bei dem die RQ-170 wahrscheinlich per Trägheitsnavigationssystem und durch eine GPS-Auswertung, vorgegebene Wegpunkte ansteuert.
Durch den aufgeflogenen Spionageeinsatz in der Islamischen Republik Iran wurde bekannt, dass die RQ-170 über ein Videoaufzeichnungssystem verfügt. Sehr wahrscheinlich kann sie missionsabhängig mit verschiedenen Sensoren bestückt werden.

## Einsätze
Die RQ-170 wird von der 30th Reconnaissance Squadron, die auf der Tonopah Test Range im US-Bundesstaat Nevada stationiert ist und der 44th Reconnaissance Squadron (Creech AFB Nevada) eingesetzt. Beide Squadrons gehören zum 432nd Wing, das dem Air Combat Command untersteht. Vermutlich seit 2007 wurde die Drohne im Rahmen der Operation Enduring Freedom in Afghanistan eingesetzt. Die Einsätze sind dabei vom Kandahar International Airport aus geflogen worden.

### Afghanistan und Pakistan
Bekannt wurde der Einsatz dieser Drohne, welche von der Presse auch Das Biest von Kandahar genannt wird, als sie zur Ausspähung des Verstecks von Osama bin Laden in Pakistan eingesetzt wurde.

### Iran
Durch den Verlust einer RQ-170 über Iran (offiziell derzeit Islamische Republilk Iran) wurde öffentlich bekannt, dass die USA mit diesen Drohnen iranische Einrichtungen ausspionieren und den iranischen Luftraum verletzen. Am 4. Dezember 2011 wurde nach Angaben des staatlichen iranischen TV-Senders al-Alam eine dieser Drohnen im Osten Irans von den iranischen Streitkräften „abgeschossen“. Die ISAF bestätigte den Verlust einer Drohne, die „eine Mission über Westafghanistan flog“, bestritt jedoch, dass sie abgeschossen wurde. Nach Angaben des arabischen Nachrichtensenders Al Jazeera soll die Drohne gelandet worden sein, nachdem eine iranische Spezialeinheit zur elektronischen Kampfführung die Drohne „elektronisch gekidnappt“ und die Kontrolle über das Fluggerät übernommen habe. Nach Angaben eines für das iranische Militär arbeitenden Ingenieurs soll hierfür ein GPS-Störsender verwendet worden sein. Am 8. Dezember 2011 wurden Bilder der äußerlich unbeschädigten Drohne im iranischen Staatsfernsehen veröffentlicht. Ob es sich bei dem vorgezeigten Modell um eine „echte“ Drohne des Typs Lockheed Martin RQ-170 handelt, war zunächst umstritten. Am 12. Dezember 2011 bestätigte Barack Obama offiziell den Verlust einer Drohne des Typs RQ-170 und verlangte diese von Iran zurück. Die Islamische Republik Iran kündigte kurz darauf an, die Technik des Fluggerätes mit Methoden des Reverse Engineering erst analysieren und dann kopieren zu wollen. Nach Angaben des iranischen Brigadegenerals Amir Ali Hadschisadeh wurde die Funkverbindung für Steuersignale zur Drohne gestört und gleichzeitig per GPS-Jammer eine falsche GPS-Position vorgegaukelt. Der Bordcomputer der Drohne ging dadurch auf Autopilot und flog seine (vorgegaukelte) Basis an. Zitat: „Sie ist dann von allein gelandet“. Ein iranischer Luftwaffengeneral informierte am 22. April 2012, dass die Daten aus dem Steuerungscomputer dieses Exemplars entschlüsselt worden seien und nannte Daten über Transfers der Drohne. Am 7. Februar 2013 veröffentlichte das iranische Militär Teile des von der Drohne aufgezeichneten Videomaterials.
Die Iraner entwickelten nach eigenen Angaben von 2014 eine eigene Drohne auf Grundlage der RQ-170, die sie „Saeqeh“ (Donner) tauften. Eine Drohne des Typs drang offenbar am 10. Februar 2018 in den israelischen Luftraum ein und wurde abgeschossen.
Am 13. März 2019 wurden mehr als 50 der Nachbauten am Persischen Golf bei Militärmanövern getestet.